# Piet van den Hurk
Peter Johannes (Piet) van den Hurk (Utrecht, 1 maart 1900 – Loosdrecht, 14 december 1983) was een Nederlands dirigent en fluitist.

## Biografie
Hij was zoon van Peter Johannis van Hurk en Chris van Essen. In 1934 trouwde hij met Rie Smallenburg, die hij bij de NCRV heeft leren kennen.
Als 14-jarige jongen speelde hij al viool in dansinstituten, om zijn fluitlessen te betalen. Al op jeugdige leeftijd ging hij harmonie-orkesten leiden. Dit bleef een levenslange liefde. Ook als jurylid.Hij kreeg zijn opleiding tot fluitist van Cor Kwant en werkte vanaf 1918 als fluitist van het Utrechts Stedelijk Orkest, een functie die hij tot 1965 uitoefende. In 1945 werd hij eerste fluitist.Tevens was hij hoofdleraar fluit aan het Utrechts Conservatorium. In 1929 werd hij dirigent orkesten en koren bij de NCRV.
Hij was tot 1978 dirigent van het door hem in 1962 opgerichte fluitenensemble van de "Federatie van Amateur Symfonie Orkesten" (FASO: 15fluitisten ). Het ensemble vierde in 2002 haar veertigjarig bestaan. Bij de NCRV, waar hij voor. en na de Tweede Wereldoorlog orkesten leidde, werd hij redacteur "Kamermuziek uit heden en verleden". In 1974 ging hij met pensioen.
Hij werd in februari 1943 opgepakt door de Duitse bezetter. Hij wilde niet voor de Duitsers spelen, werd geen lid van de Kulturkammer, wilde niet weten of iemand al dan niets joods was. Toen hij het USO trakteerde bij de nederlaag van Stalingrad, heeft een collega-fagottist hem verraden. Omdat hij via de NCRV een bekende Nederlander was, werd hij als afschrikkend voorbeeld, gevangen gezet in de gevangenis aan Amstelveenseweg en later in Kamp Vught. Hij leidde er een kamporkest , waarvan ook trompettist Pieter Dolk (Residentie Orkest) deel van uit maakte. In Vucht waren veel andere en ook beroemde musici en componisten.Hij kreeg van stenen sjouwen en ondervoeding longontsteking en reuma, Zijn gebit heeft daardoor en door geweld, veel te lijden gehad, wat voor een fluitist fnuikend is. Eind mei 1944 werd Piet naar Dachau 26 mei)getransporteerd, waar hij ook dirigent werd van het kamporkest. Hij vond de Amstelveense gevangenis erger dan Vught. En Vught wreder dan Dachau. Hij maakte daar op 26 april 1945 de bevrijding van het kamp mee. De jonge wacht-SSers werden alle neergeknald. Hij trok zich dat erg aan. Van den Hurk heeft van foute Nederlanders minstens zo veel te lijden gehad als van Duitsers. Voor hem was de muziek zijn lust en zijn leven, maar vooral ook zijn redding.
Nico Hermans droeg zijn Twee nocturnes voor mezzosopraan, fluit en piano (opus 10, 1952) aan Akke de Vries en Van den Hurk op. Jurriaan Andriessen schreef een fluitsonate "Pastorale" voor hem.